# Einheitstonverfahren
Das Einheitstonverfahren (Kurzform „ETS“ für Einheits-Ton-System), auch Zweibandverfahren genannt, ist ein elektronisches Verfahren zur bildsynchronen Vertonung von 8-mm- bzw. 16-mm-Schmalfilmen, bei dem Bild- und Tonträger voneinander getrennt sind (im Gegensatz zu sog. „Pistentonverfahren“, bei denen sich der Tonträger auf dem Bildträger befindet. Vgl. dazu auch Tonspur, Lichttonverfahren, Magnettonverfahren).

## Funktion
Bei der Aufnahme des Filmes gibt die Kamera bei jedem vierten Bild einen Tonfrequenzimpuls ab, der zusammen mit dem Ton durch ein Tonbandgerät aufgezeichnet wird. Bei der Projektion steuern die aufgezeichneten Kameraimpulse die Geschwindigkeit des Filmprojektors. Je nach Qualität des verwendeten Tonbandgerätes steigt somit auch die Qualität des Filmtons.

## Schwierigkeiten
- Die Kamera muss einen Impulsgeber, das Tonbandgerät eine eigene Impulsspur mit einem entsprechenden Aufnahme- bzw. Wiedergabekopf, der Projektor eine impulsgesteuerte Geschwindigkeitsregelung besitzen.

- Durch die erforderliche Kabelverbindung ergibt sich eine räumliche Nähe zwischen Kamera und Tonbandgerät, die ggf. zur Aufzeichnung von Kamerageräuschen führt und die Kamera in ihrer Bewegungsfreiheit hindert.

- Der Schnitt des Tonträgers ist schwierig, da weder Impulse zerschnitten werden dürfen noch der Abstand zwischen den Impulsen zu klein werden darf. Die Länge der Tonaufnahme muss der Länge der Bildfolge entsprechen.

- Der Schnitt des Bildträgers ist schwierig, da jeder von der Kamera abgegebene Impuls einem bestimmten Bild zugeordnet ist.

- Für die Nachvertonung sind evtl. Markierungsarbeiten am Tonträger erforderlich, wozu der Film wiederholt durch den Projektor laufen muss und entsprechend mechanisch beansprucht wird.

## Geräte und Technik
Die Firma Leitz stellte in den 1970er Jahren zu ihren Doppel-8-Kameras einen sogenannten „Tonadapter zur Zweibandvertonung“ und für ihre Super-8-Kameras ein spezielles Steuergerät ST-1 mit Buchse zum Anschluss eines Tonbandgerätes, eingebautem 1000-Hz-Generator und Start/Stop-Synchronisation her.
Geeignete Projektoren wurden von den Firmen Braun, ELMO oder Beaulieu (708) gebaut.
In einem neuen Verfahren der Zweibandvertonung steuert eine CD als Master den Projektor.

## Andere Zweiband-Tonsysteme
Mit so genannten Tonkopplern kann der Gleichlauf von Film und gewöhnlichem Tonband erreicht werden. Durch Anpassung der Tonrolle sind unterschiedliche Geschwindigkeiten von Film und/oder Tonträger möglich, z. B. 16 Bilder und 7½ Zoll pro Sekunde oder 24 Bilder und 3¾ Zoll pro Sekunde. Bei Normal-8 entsprechen 25 Filmschritte dieser Bandgeschwindigkeit. Tonkoppler zu ihren Projektoren boten Pathé, Bauer, Niezoldi & Krämer, Paillard-Bolex, Noris, Silma, Eumig, Meopta und andere mehr. Perforierte Tonbänder schließen Schlupf aus.